# Campeonato Gaúcho de Futebol Americano de 2014
O Campeonato Gaúcho de Futebol Americano 2014 foi a 6ª edição do campeonato estadual de Futebol Americano do Rio Grande do Sul, o 3º na modalidade 'fullpads'.
Esta edição contou com a participação de três equipes: Porto Alegre Pumpkins; Santa Maria Soldiers e Santa Cruz do Sul Chacais. O torneio foi disputado em turno único, em partidas entre as três equipes. Os dois primeiros colocados disputaram a final, chamada de Gaúcho Bowl VI.
Na primeira fase, ocorreram três jogos. Devido a dificuldades logísticas em Santa Maria, dois jogos foram em Santa Cruz do Sul (Chacais x Soldiers e Soldiers x Pumpkins) e um jogo ocorreu em Porto Alegre (Pumpkins x Chacais).

## Temporada regular
| 1 | Porto Alegre Pumpkins     | 1 | 1 | 27 | 21 | 6  |
| 2 | Santa Cruz do Sul Chacais | 1 | 1 | 28 | 27 | 1  |
| 3 | Santa Maria Soldiers      | 1 | 1 | 21 | 28 | -7 |

## Gaúcho Bowl VI
Final do Campeonato
| 9 de junho de 2014 | Santa Cruz do Sul Chacais | 09 – 13 | Porto Alegre Pumpkins | Parque Esportivo da PUCRS |
|                    |                           |         |                       |                           |

## Campeão
| Campeão Gaúcho 2014 Gaúcho Bowl VI |
| ---------------------------------- |
| Porto Alegre Pumpkins Tetracampeão |